# マルヌ級通報艦
| マルヌ級通報艦     | マルヌ級通報艦                                                                            |
| ------------------ | ----------------------------------------------------------------------------------------- |
| 画像をアップロード |                                                                                           |
| 艦級概観           |                                                                                           |
| 艦種               | 通報艦                                                                                    |
| 艦名               |                                                                                           |
| 前級               | ヴィル・ディス                                                                            |
| 次級               | アラ級                                                                                    |
| 性能諸元           |                                                                                           |
| 排水量             | 基準：601トン 満載：-トン                                                                 |
| 全長               | 78.0m                                                                                     |
| 水線長             | -m                                                                                        |
| 全幅               | 8.9m                                                                                      |
| 吃水               | 3.4m                                                                                      |
| 機関               | ノルマン式もしくはド・テンム式石炭・重油混焼水管缶2基 +パーソンズ式直結タービン2基2軸推進 |
| 最大出力           | 5,000hp                                                                                   |
| 最大速力           | 21.0ノット                                                                                |
| 航続距離           | -ノット/-海里(重油：143トン）                                                             |
| 乗員               | 92名                                                                                      |
| 兵装               | Model 1917年型 10cm（45口径）単装速射砲4基 Model 1915年型 7.5cm（35口径）単装速射砲1基    |

マルヌ級通報艦（フランス語: Aviso colonial Classe Marne）は、フランス海軍が第一次世界大戦前に建造した通報艦で同海軍では一等通報艦に類別していた。本級はフランスが世界中に持っていた植民地（フランス植民地帝国）や保護国を警備するために建造された艦級である。

## 概要
通報艦とは二通りあり、一つは艦隊に付随して敵艦隊の情報を艦隊に通信する艦隊通報艦が主流であったが、その役割は艦隊の前衛たる駆逐艦が担う事となり、もう一つは本国から海外領土や植民地への海路を警備し、現地での権益と治安を保護するための活動を行う植民地通報艦があり、イギリス海軍ではスループがその役割を担っていたがフランス海軍では独自に通報艦（Aviso）として整備し続けていた。
前級はイギリス海軍から購入したフラワー級スループであったが、本級からフランス海軍独自の設計で行われ、船体は軍艦として設計されていた。本級は3隻の建造が認められ「マルヌ（Marne）」「イーゼル（Yser）」「ソーム（Somme）」竣工した。

## 艦形について
本級の船体は平甲板型船体で外洋での凌波性の良好なクリッパー・バウ式艦首を持っていた。乾舷の高い艦首甲板上に「10cm（-口径）速射砲」を防楯の付いた単装砲架で1基、その後ろに両脇に船橋をもつ箱型の艦橋が立ち、それを基部として簡素な単脚式の前部マストが配置。船体中央部に煙突が立つが、煙突の本数は造船所により異なり、「マルヌ」のみ2本で「イーゼル」「ソーム」は1本煙突であった。
煙突の周りは艦載艇置き場となっており、煙突の後方にクレーン1基により艦載艇は運用された。左右の舷側甲板上に片舷1基ずつ10cm速射砲が1基ずつ配置された。後部居住区を基部として立つ単脚式の後部マストの背後に4番主砲が後ろ向きに1基装備される。

## 同型艦
- マルヌ（Marne）
- ソーム（Somme）
- イーゼル（Yser）
- エーヌ（Aisne）
- ムーズ（Meuse）
- オワーズ（Oise）

## 参考図書
- 「世界の艦船増刊第17集　第２次大戦のフランス軍艦」（海人社）